# André Durville
Pour les articles homonymes, voir Durville.
André Durville (1896-1979) est un médecin français qui fut un des initiateurs du naturisme en France pendant l’entre-deux-guerres.

## Biographie
André Durville est le fils de l’occultiste Hector Durville. En 1924, il soutient sa thèse intitulée « l’action de la pensée sur les phénomènes de nutrition cellulaire ». Avec son frère Gaston, il fonde la Société Naturiste en 1927. Puis, tous deux créent le camp naturiste de Physiopolis sur l’île du Platais à Villennes-sur-Seine (région parisienne) en 1928.
En 1932, avec son frère, ils créent le domaine naturiste d’Héliopolis sur l'île du Levant (une des îles d’Hyères), qu'ils découvrent en 1930. Il s'agissait d'une ancienne colonie agricole pénitentiaire privée pour enfants (1857 à 1876), au large du département du Var,.

## Œuvre
- La cuisine saine, ce qu'il faut manger pour conserver sa santé et pour se guérir, avec Gaston Durville, 3e éd., Paris, Ed. de "Naturisme", 1934 ;
- L’art d'être heureux, éducation des facultés supérieures de l'esprit, avec Gaston Durville ;
- La cure mentale. Pour guérir les maladies sans médicaments, par l'emploi raisonné des forces naturelles qui sont en nous. avec Gaston Durville, Paris, éditions de l'Institut naturiste, 1930, 253 pages ;
- L'art de devenir énergique. Education des Facultés Inférieures de l'Esprit, avec Gaston Durville, Paris, Éditions de l'Institut de médecine naturiste, 101 pages ;
- La cure végétale. La médecine pour tous par les plantes (67 dessins de Louis Méry), avec Gaston Durville, Paris, Editions de Naturisme, 317 pages ;
- Le Kybalion - Etude sur la philosophie hermétique de l'Ancienne Egypte et de l'Ancienne Grèce par trois initiés (traduit de l'anglais)